# Critical Role (campanha 3)
A campanha 3 de Critical Role, uma websérie de Dungeons & Dragons, iniciou em 21 de outubro de 2021, pouco depois da conclusão da segunda campanha, e encerrou em 6 de fevereiro de 2025. Foi ambientada após os eventos de Exandria Unlimited, seguindo um grupo de aventureiros conhecidos como Bells Hells em suas viagens através do continente de Marquet. A campanha foi transmitida nas quintas-feiras nos canais da Critical Role Productions, mas diferentemente das campanhas anteriores, não foi transmitida na última quinta-feira de cada mês.

## Elenco

### Principal
A campanha manteve o elenco principal da campanha anterior, com sete jogadores e o mestre de jogo.
- Matthew Mercer como Dungeon Master, organizando o jogo, descrevendo os efeitos das ações dos jogadores no mundo e na narrativa, e interpretando todos os personagens não jogáveis (NPCs)[5][6]

- Laura Bailey como:
  - Imogen, humana feiticeira
  - Jester Lavorre
  - Vex'ahlia "Vex" de Rolo

- Marisha Ray como:
  - Laudna, bruxa/feiticeira
  - Beauregard "Beau" Lionett
  - Keyleth do Ashari do Ar

- Taliesin Jaffe como:
  - Ashton, genasi da terra bárbaro
  - Caduceus Clay
  - Percival "Percy" de Rolo

- Sam Riegel como:
  - Fresh Cut Grass, autômato clérigo (até o episódio 91).[7] Após a morte de seu personagem, em abril de 2024, Riegel se afastou do show para tratar um câncer, retornando em junho do mesmo ano.[8][9]
  - Braius Doomseed, um minotauro paladino/bardo (desde o episódio 98)[10]
  - Veth Brenatto
  - Scanlan Shorthalt

- Ashley Johnson como:
  - Fearne Calloway, fauna druida
  - Yasha Nydoorin
  - Pike Trickfoot

- Liam O'Brien como:
  - Orym do Ashari do Ar, halfling guerreiro
  - Caleb Widogast
  - Lievtel

- Travis Willingham como:
  - Sir Bertrand Bell, humano guerreiro
  - Chetney Pock O'Pea, gnomo blood hunter
  - Fjord Stone
  - Grog Strongjaw

### Convidados
Adicionalmente, os seguintes convidados tiveram participações:
- Robbie Daymond como:
  - Dorian Storm, genasi do ar bardo[11][4]
  - Cerkonos, líder do Ashari do Fogo

- Erika Ishii como Yu Suffiad,[a] uma transmorfa bruxa/paladina[13] a serviço da Sorrowlord Zathuda, capitã da Unseelie Court. Yu recebeu a missão de caçar os pais de Fearne para recuperar um objeto que haviam roubado.

## Enredo

### Ambientação
A história acontece após os eventos da segunda campanha e de Exandria Unlimited, e se passa no continente de Marquet, que foi rapidamente visitado na campanha de Vox Machina. SyFy Wire comentou que Marquet é "um continente de gigantescos desertos, montanhas, e até um vulcão", e que é um "território desconhecido para a série".
Múltiplos personagens nesta campanha já era conhecidos, com Dorian, Orym, e Fearne tendo participado de Exandria Unlimited, enquanto Bertrand participou do one-shot Search For Grog. Mercer comentou que ambos Johnson e O'Brien trouxeram conceitos de personagens que gostariam de usar na terceira campanha para testar durante Exandria Unlimited, onde tiveram a chance de desenvolvê-los. Mesmo não havendo a expectativa de trazê-los para a nova campanha, os jogadores gostaram tanto dos personagens que decidiram reutilizá-los. O segundo personagem de Willingham, Chetney, foi inspirado em um personagem já utilizado anteriormente no one-shot The Night Before Critmas.

## Produção e formato
O formato permaneceu praticamente inalterado desde o final da primeira campanha, com câmeras mostrando os membros e possíveis mapas de batalha, e episódios com duração de 3 a 5 horas. Detalhes técnicos como legendas, informações dos personagens, e formato pré-gravado, que foram introduzidos na segunda campanha, também foram mantidos. Desde o episódio 54 da segunda campanha, os episódios são transcritos por um serviço profissional. Antes da pandemia COVID-19, o show era transmitido ao vivo, mas tornou-se pré-gravado desde o episódio 100 da segunda campanha. Um novo set foi criado e construído para a terceira campanha por Shaun Ellis e Polly Hodges. A campanha apresenta "cenário melhorado, com efeitos de som, música, iluminação, assim como captação de som com um microfone individual para cada membro."
O show continuou a ser transmitido nas quintas-feiras, nos canais oficiais do Twitch e YouTube. Iniciando com a terceira campanha, a última quinta-feira de cada mês não teve transmissão da campanha principal; em seu lugar, outros conteúdos do estúdio foram transmitidos no mesmo horário.
A estreia da terceira campanha foi transmitida simultaneamente ao vivo pela Cinemark, junto da transmissão do Twitch e YouTube. O último episódio teve duração de mais de oito horas e meia, sendo o episódio mais longo da série até então.